# Actuncoh
Actuncoh es una localidad del municipio de Temozón, estado de Yucatán, en México. 

## Toponimia
El nombre (Actuncoh) proviene del  idioma maya.

## Datos históricos
- En 1930 cambia su nombre de Actón Koo a Actun-Coh.
- En 1990 cambia a Actuncoh.
- En 1995 cambia a Actun-Coh.
- En 2000 cambia a Actuncoh.

## Demografía
Según el censo de 2010 realizado por el INEGI, la población de la localidad era de 420 habitantes.